# Michael Akam
Michael Edwin Akam (né le 19 juin 1952 à Bromley, Kent) est un zoologiste britannique . Il est professeur associé au Darwin College de Cambridge et directeur du University Museum of Zoology ,.
Il est boursier Damon Runyan à l'Université Stanford, de 1979 à 1981 . Il est membre de l'Association américaine pour l'avancement des sciences .

## Travaux
- Michael Akam (Ed), L'évolution des mécanismes de développement, Numéro 1, Company of Biologists, 1994, (ISBN 978-0-948601-43-9)